# Фелат, Рожда
Рожда Фелат (курд. Rojda Felat; род. ок. 1977 или 1980) — сирийская курдская командующая Отрядов женской самообороны (YPJ) и Сирийских демократических сил, сражавшаяся с 2011 года за силы Рожавы (Сирийского Курдистана) в Сирийской гражданской войне и успешно возглавившая несколько крупных кампаний против Исламского государства Ирака и Леванта (ИГИЛ).

## Биография

### Ранняя жизнь
Рожда Фелат раскрывает мало деталей своей биографии, и мы мало знаем о её прошлом до участия в боевых действиях; даже её возраст и место рождения являются спорными. Согласно её интервью для «The New Yorker» 2017 года, Фелат родилась около 1977 года в бедной крестьянской семье близ Эль-Камышлы. Турецкое агентство «Джихан Новости» и её коллеги по командованию официальной датой рождения называют 1980 год, а местом — Эль-Хасаку. Некоторые источники даже утверждают, что Фелат родилась в 1962, 1966 или 1968 годах, а родилась она в Батмане (Турция) — хотя близкие к ней лица подтверждают, что она из сирийских курдов.
В силу бедности своей семьи Фелат смогла поступить в университет лишь относительно поздно. По состоянию на 2011 год, она изучала арабскую литературу в Университете Хасаки. Фелат утверждает, что до начала сирийской гражданской войны она намеревалась в конце концов поступить в национальную военную академию и стать офицером сирийской армии. С развёртыванием восстания против Башара Асада в 2011 году она решила покинуть университет и вернуться в свой родной город Камышлы, где вскоре вступила в Демократический союз и его Отряды народной самообороны (YPG).

### Военная служба

#### Бои за Кобани
Когда разгорелась гражданская война, у Фелат было лишь несколько дней подготовки, прежде чем она получила оружие. Она отправилась бороться против джихадистских повстанческих сил в кампании в Эль-Хасаке (2012—2013). В конце 2014 года она уже была в кантоне Кобани в составе сил YPG/YPJ, осаждённых в городе Кобани боевиками ИГИЛ. К этому моменту Фелат командовала небольшим легковооруженным отрядом женской самообороны (YPJ) из дюжины женщин-бойцов.
Она сражалась вместе с Арин Миркан, прославившейся своей самоубийственной атакой на танк ИГИЛ. К моменту прорыва осады в январе 2015 года Фелат была ранена осколком, а пятеро её подчиненных погибли. Выжившие из её подразделения в итоге вернулись к мирной жизни, и только Фелат оставалась в рядах военных. Когда YPG/YPJ перешли в контрнаступление на ИГИЛ из-под Кобани, Фелат уже командовала 45 бойцами, а потом — 300. С этого момента она выдвинулась в ряды важнейших полевых командиров YPG/YPJ.

#### Операции в восточной Сирии и взятие Ракки
Зарекомендовав себя с лучшей стороны, Фелат быстро росла в военной иерархии революционных милиций. Она участвовала в ключевых сражениях курдских сил: захвате Телль-Хамис, наступлении в Восточной Эль-Хасаке, наступлении на Эт-Телль-эль-Абьяд, Эш-Шаддадском наступлении. В мае 2016 года она возглавила группировку соединений в 15 000 человек на первом этапе штурма фактической столицы ИГИЛ Ракки. Её войска успешно заняли 23 деревни, хотя в итоге наступление было приостановлено, поскольку Сирийские демократические силы перебросили своих бойцов на более успешное наступление на Манбидж, в котором Фелат также приняла участие. Одновременно в середине 2016 года террористическая атака ИГИЛ на свадьбу в Эль-Хасаке унесла жизни 22 её родственников.
Когда в ноябре 2016 года Силы самообороны развернули очередную кампанию — второй этап операции по захвату Ракки, Фелат уже командовала всей группировкой, насчитывающей десятки тысяч бойцов, осуществляя общее руководство операциями на севере от Ракки. Именно она спланировала штурм и освобождение от ИГИЛ города Табка, захват тамошней плотины, авиабазы и прилегающих районов. В качестве ведущего командира подразделений YPJ руководила штурмом Ракки, который начался 10 декабря.

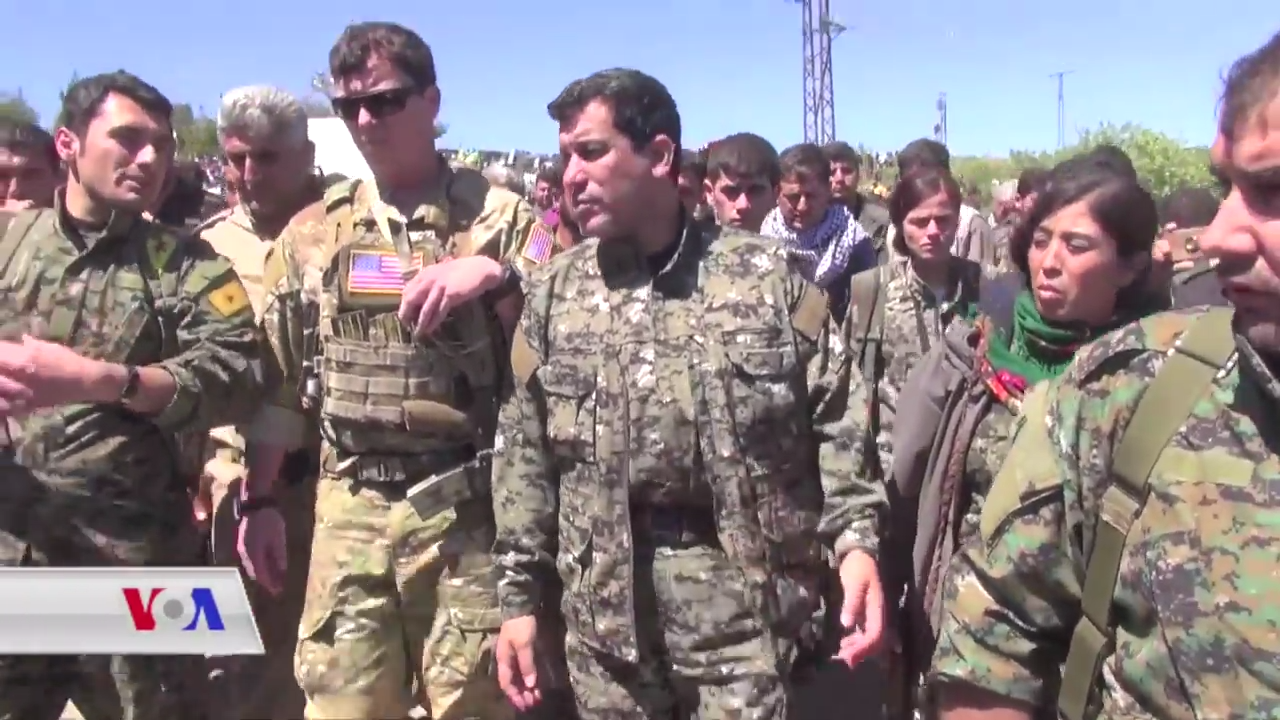
Фелат (справа) с курдскими и американскими офицерами посещает место крупного турецкого авиаудара против YPG в районе Эль-Маликии (мухафаза Эль-Хасака), 25 апреля 2017 года.

В октябре 2017 года Фелат командовала контингентом Сирийских демократических сил, успешно овладевших Раккой. После победы в битве за Ракку Фелат и её товарищи были запечатлены размахивающими флагами СДС на городской площади Эль-Наим.

## Взгляды
Фелат решила никогда не выходить замуж и не заводить детей, но посвятить всю свою жизнь службе в армии. Она — непрактикующая мусульманка и последовательница революционной идеологии Абдуллы Оджалана. Среди её кумиров — трое убитых революционерок: немецкая коммунистка Роза Люксембург, лидер РПК Сакине Джансыз и иракская курдская активистка Лейла Касым. Как военачальник она вдохновляется такими лидерами, как Отто фон Бисмарк, Наполеон, Салах ад-Дин, а также своей погибшей соратницей Арин Миркан.
Фелат выступает с критикой капитализма, обвиняя тот в объективации женщин. Как революционная феминистка Фелат заявляет своей целью добиться социальных преобразований на Ближнем Востоке и ниспровержения патриархально-кланового уклада жизни, «освободив курдскую и сирийскую женщину от уз угнетения и контроля в традиционном обществе, а также освободив всю Сирию от терроризма и тирании».